# Guararapes
Guararapes is een gemeente in de Braziliaanse deelstaat São Paulo. De gemeente telt 29.639 inwoners (schatting 2009).
Guararapes is tevens een wijk aan de rand van Recife waar zich nu het internationale vliegveld en een 'historisch park' bevinden. In 1648 en 1649 vonden hier respectievelijk de Eerste Slag bij Guararapes en de Tweede Slag bij Guararapes plaats tussen de Portugese kolonisten en de Hollandse veroveraars van de WIC.

## Geografie

### Aangrenzende gemeenten
De gemeente grenst aan Araçatuba, Bento de Abreu, Gabriel Monteiro, Piacatu, Rubiácea, Salmourão en Valparaíso.

## Religie
Het christendom is als volgt in de stad aanwezig:

### Katholieke Kerk
De katholieke kerk in de gemeente maakt deel uit van het bisdom Araçatuba.

### Protestantse Kerk
De meest uiteenlopende evangelische overtuigingen zijn aanwezig in de stad, voornamelijk pinkstergelovigen, waaronder onder meer de Assemblies of God in Brazilië (de grootste evangelische kerk van het land) en de Christelijke Congregatie in Brazilië. Deze denominaties groeien steeds meer in heel Brazilië.